# John Playfair
John Playfair (ur. 10 marca 1748 w Benvie, Forfarshire, zm. 20 lipca 1819 w Burntisland) – szkocki geolog i matematyk.

## Życiorys
John Playfair urodził się w Benvie w pobliżu Dundee. Do 14 roku życia był nauczany przez ojca, potem wysłano go na University of St Andrews, aby uzyskał ogólną edukację, pozwalającą na zostanie duchownym. W 1762 uzyskał stypendium na uczelni; ukończył ją w 1765, uzyskując tytuł Master of Arts.
W 1769 ukończył studia teologiczne, po czym wyjechał do Edynburga, gdzie zetknął się z przedstawicielami szkockiego Oświecenia, w tym  matematykiem Dugaldem Stewartem, ekonomistą Adamem Smithem, chemikiem Josephem Blackiem, geologiem Jamesem Huttonem czy architektem Robertem Adamem.
W 1785 objął stanowisko profesora matematyki na Uniwersytecie Edynburskim; pracował tam przez kolejne 20 lat. Prowadził badania dotyczące matematyki, a także geologii. Jako pierwszy zidentyfikował transportową rolę lodowców oraz sformułował hipotezę tworzenia dolin rzecznych przez działanie rzek.
Po śmierci Jamesa Huttona opublikował pracę Illustrations of the Huttonian Theory of the Earth, streszczającą jego poglądy.
Imieniem Johna Playfaira nazwano krater na Marsie oraz na Księżycu.

## Wybrana twórczość
- Elements of Geometry (1795)
- Illustrations of the Huttonian Theory of the Earth (1802)
- Outlines of Natural Philosophy (1812–16).